# Barford (Warwickshire)
Pour les articles homonymes, voir Barford.
Barford est un village et une paroisse civile du Warwickshire, en Angleterre. Administrativement, il dépend du district de Warwick.